# Realme
Realme è un'azienda tecnologica cinese specializzata nella produzione di smartphone con sede a Shenzhen, nella provincia del Guangdong. L'obiettivo del brand è rendere accessibile a un ampio numero di consumatori le esperienze d’uso e le tecnologie, compreso il 5G, che generalmente sono disponibili solo su dispositivi di fascia alta.
L'azienda è stata fondata il 4 maggio 2018 da Sky Li (Li Bingzhong), ex vicepresidente di Oppo, della quale Realme è uno spin-off, e, al 2021, era il brand di smartphone a più rapida crescita a livello globale.

## Storia
Realme è apparsa per la prima volta in Cina nel 2010 con il nome “OPPO Real”: era un sotto-marchio di Oppo, fino alla sua costituzione come spin-off il 4 maggio 2018. Nel maggio del 2018 presentò il suo primo smartphone, Realme 1, e poco dopo, il 30 luglio 2018 Sky Li, ex Vice Presidente di Oppo, annunciò su Weibo le sue dimissioni e la sua intenzione di costituire Realme come brand completamente indipendente. Sky Li annunciò, inoltre, che lo slogan dell’azienda sarebbe stato “Dare to leap” e dichiarò che Realme si sarebbe impegnata a produrre smartphone dalle alte prestazioni e curati nel design, per offrire ai giovani al contempo tecnologia accessibile e “bellezza”.
Il 15 novembre 2018 Realme ha adottato un nuovo logo realizzato dal premiato designer Eddie Opara, che per il logo con la R maiuscola ha tratto ispirazione dal modo in cui le persone interagiscono con i loro smartphone.
Poco dopo, il 22 novembre 2018 Realme è diventato il brand emergente numero uno nel mercato indiano.
Il 15 maggio 2019 Realme ha tenuto la sua prima conferenza a Pechino per entrare ufficialmente nel mercato cinese, lanciando Realme X, Realme X Lite e Realme X Master Edition.
A giugno 2019 Realme ha annunciato ufficialmente il suo ingresso nel mercato europeo: nell’estate del 2019, oltre che in Europa, l’azienda operava in venti mercati, tra cui Cina, Asia meridionale, Sud est asiatico.
Secondo un report di Counterpoint, nel secondo trimestre del 2019 Realme ha registrato a livello globale spedizioni di 4,7 milioni di unità, pari a un incremento dell’848% su base annua, diventando uno dei dieci maggiori produttori di smartphone al mondo.
Ad agosto 2019 Realme ha superato i dieci milioni di utenti nel mondo.
Alla fine del 2019 Realme è entrata ufficialmente nel mercato italiano con l’intenzione di offrire ai giovani consumatori prodotti in grado di superare le loro aspettative sia sul fronte del design che in termini di prestazioni e qualità, pur mantenendo un prezzo competitivo.
All’inizio del 2020 Realme ha annunciato la sua strategia “Smartphone + AIoT” e a giugno 2020 il fondatore e CEO Sky Li ha spiegato gli obiettivi strategici dell’azienda in un’intervista a Global Times: l’intenzione di arrivare a vendere entro due o tre anni 100 milioni di smartphone; proseguire con il rapido sviluppo in campo AIoT; lanciare oltre cento prodotti AIoT nel 2021; l’intenzione di diventare brand leader nel segmento AIoT.
Ad agosto 2020 Madhav Sheth, Vice Presidente di Realme, è stato nominato CEO di Realme India ed Europa.
A settembre 2020, durante la Brand Conference tenutasi a Berlino in occasione di IFA, Madhav Sheth ha annunciato l’obiettivo di Realme di entrare tra i primi cinque brand di smartphone in Europa entro il 2021 e di vendere nel corso del 2021 oltre 15 milioni di smartphone. Per raggiungere lo scopo, Realme ha deciso di adottare una strategia denominata “One Europe”, lanciando prodotti chiave contemporaneamente in otto mercati: Italia, Germania, Regno Unito, Polonia, Repubblica Ceca, Spagna, Francia, Grecia. Inoltre, il 5G è stato individuato come uno dei principali pilastri della strategia europea e l’azienda ha anticipato l’intenzione di lanciare per la prima volta in Europa prodotti 5G sotto i 300 euro.
A novembre 2020 il report di Counterpoint sulle spedizioni di smartphone del terzo trimestre 2020 ha presentato Realme come il brand che ha raggiunto più rapidamente in assoluto il traguardo di 50 milioni di smartphone venduti. Inoltre, superando le aspettative degli analisti, nel terzo trimestre del 2020 Realme è diventato il brand a più rapida crescita a livello mondiale grazie a un incremento del 132% rispetto al trimestre precedente.
Secondo il report di Counterpoint sul mercato globale degli smartphone nel 2020, con 42,4 milioni di unità spedite Realme è stato il brand a più rapida crescita dell’anno, vedendo il volume delle spedizioni aumentare del 65% su base annua e diventando il settimo produttore mondiale di smartphone. Nel periodo analizzato Realme è stata l’unica azienda della top 10 a registrare un incremento superiore al 50%. Strategy Analytics ha invece affermato, nell'agosto del 2021, che realme è il produttore che ha raggiunto più velocemente la soglia di 100 milioni di smartphone spediti globalmente.
Attualmente Realme è presente in 61 mercati, tra cui Europa, Cina, Asia meridionale, Russia, Australia, Medio oriente, Africa, e ha una base utenti globale di 50 milioni di persone.

## Realme in Italia
A ottobre 2019, in occasione del lancio di Realme X2, X2 Pro e 5 Pro in Europa, in un’intervista rilasciata ad Agi, Levi Lee, Direttore di Realme Europa, ha dichiarato che l’Italia è un mercato chiave in Europa e ha confermato che Realme avrebbe “offerto ai consumatori italiani i migliori prodotti a un prezzo accessibile”.
A dicembre 2019 Realme è ufficialmente entrata nel mercato italiano, lanciando il sito localizzato in lingua italiana e quattro smartphone: Realme 5, Realme 5 Pro, Realme X2 e Realme X2 Pro.
A marzo 2020 Realme ha annunciato in Italia Realme 6, Realme 6 Pro e Realme 6i, mentre il 12 maggio 2020, nel corso di un evento in live streaming per il mercato italiano, Realme X50 Pro 5G – le cui vendite in Italia sono iniziate ufficialmente il 17 luglio – e Realme 6 Pro. Realme ha inoltre annunciato che Realme 6 sarebbe stato partner del primo gioco mobile MOBA Arena of Valor, sviluppato da TiMi Studios. Realme ha confermato la propria attenzione nei confronti dei gamer anche con la “Realme X50 Summer Cup”, iniziativa sviluppata insieme a Mkers e rivolta alla community di Brawl Stars.
Sempre a maggio l’azienda ha presentato Realme X3 SuperZoom, Realme 6s e il suo ecosistema AIoT, tra cui Realme Watch, Realme Band, Realme Buds Air Neo e Realme PowerBank 2.
A giugno 2020 Realme ha annunciato che diversi prodotti sarebbero stati disponibili presso Unieuro e Unieuro.it: Realme 6, Realme 6 Pro, Realme 6i, Realme C3, Realme X3 SuperZoom e Realme X50 Pro 5G.
A luglio 2020 Realme ha annunciato 125W UltraDART, diventando uno dei primi brand di smartphone a implementare questa tecnologia sui propri dispositivi. Ciò ha nuovamente confermato l’impegno di Realme a diffondere lo standard 5G, in quanto Dart Flash è considerata la perfetta soluzione per garantire una lunga autonomia negli smartphone 5G.
A ottobre 2020 Realme ha lanciato in Italia Realme 7 e 7 Pro e ha presentato una nuova policy di garanzia, offrendo agli utenti di Realme 7 una garanzia di 3 anni, un anno in più rispetto alla maggior parte dei competitor.
Sempre a ottobre Realme ha stretto una collaborazione con Sony Music Italy per offrire un’esperienza esclusiva, una secret music session con la rapper Chadia Rodriguez, powered by Realme 7 Pro.
Il 19 novembre 2020 Realme ha lanciato 7 5G, lo smartphone 5G più conveniente del mercato, che durante le promozioni del brand in occasione di Black Friday ha registrato un record di vendite.
Il 15 dicembre 2020 l’azienda ha presentato Realme 7i, definito “Big Battery Gaming phone” grazie alla sua batteria da 6000 mAh con ricarica rapida a 18W.
A marzo 2021 è stato lanciato sul mercato italiano Realme 8 Pro, il primo smartphone di Realme dotato di una fotocamera principale da 108 Megapixel: si tratta del primo smartphone al mondo a offrire video tilt-shift in time-lapse e video time-lapse del cielo notturno, basati su foto in modalità Starry. Nella stessa occasione sono stati presentati anche due nuovi accessori della gamma AIoT: lo smartwatch Realme Watch S Pro, con funzioni di monitoraggio dell'attività sportiva, della frequenza cardiaca e del livello di ossigeno nel sangue, e gli auricolari smart Realme Buds Air 2, dotati di ANC (cancellazione attiva del rumore).

## Smartphone

### Serie X
La serie X include gli smartphone flagship di Realme.

#### Realme X
Il 15 maggio 2019 Realme X è stato lanciato in Cina, il 14 luglio in India. Lo smartphone dispone di un display Full HD+ Super AMOLED da 6.53 pollici in Corning Gorilla Glass 5 e dotato di lettore di impronte integrato. Il dispositivo gira su Qualcomm Snapdragon 710 con GPU Adreno 616. In Cina è stato reso disponibile in tre varianti: 4 GB di RAM con 64 GB di storage, 6 GB di RAM con 64 GB di storage e 8 GB di RAM con 128 GB di storage. In India è stato proposto con 4 GB/8 GB di RAM e 128 GB di storage. Lo smartphone integra un sensore posteriore Sony IMX 586 da 48 MP, una dual camera da 5 MP e una fotocamera frontale pop-up con sensore Sony IMX 412 da 16 MP.
Il 15 maggio 2019 anche Realme X Master Edition, realizzato in collaborazione con il designer Naoto Fukasawa, è stato ufficializzato in Cina.

#### Realme X50 5G

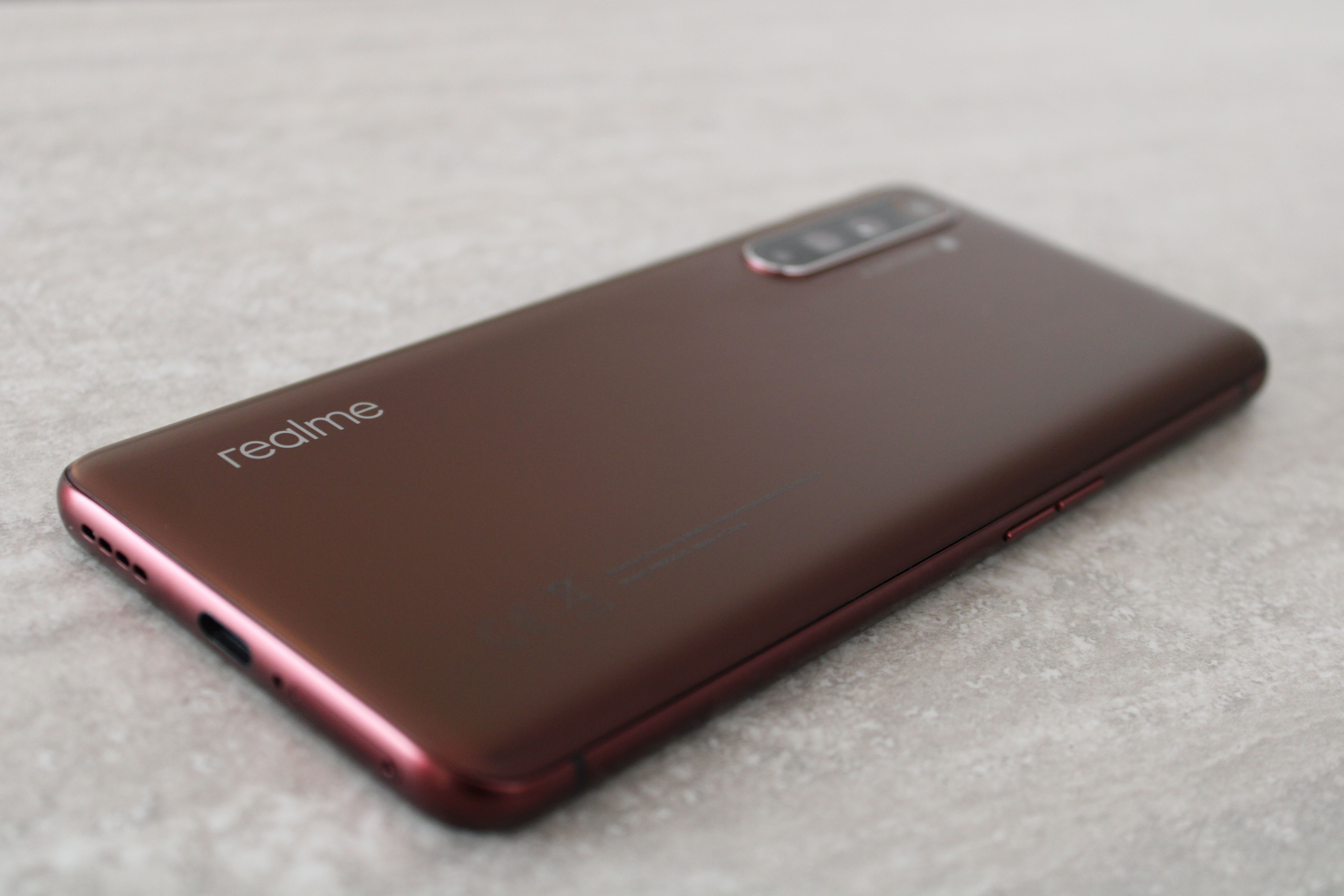
Realme X50 Pro 5G

Realme X50 5G, ufficiale in Italia dal luglio del 2020, introduce le specifiche tecniche dei prodotti di fascia medio-alta in una fascia di prezzo più accessibile, come evidenziato da Tuttoandroid.net. Tuttoandroid.net ha inoltre scritto: “Difficile non consigliare Realme X50 5G: è dotato della connettività di quinta generazione, di buone prestazioni, una valida autonomia con ricarica rapida e un buon display con altissimo refresh rate”.
Realme X50 5G dispone di una batteria da 4200 mAh con supporto alla ricarica rapida fino a 30 W. Il comparto fotografico comprende un sensore principale da 48 MP, ultra-grandangolare da 8 MP f/2.3), macro da 2 MP e un sensore B/W per migliorare i ritratti. Sulla parte frontale vi è invece una doppia fotocamera con sensore principale da 16 MP (apertura f/2.0) e sensore di profondità da 2 MP. Sul fronte delle prestazioni, X50 5G si affida a Qualcomm Snapdragon 765G, un chipset utilizzato anche su prodotti dal prezzo più alto: CPU octa-core 2,4 GHz, GPU Adreno 620, modem 5G integrato. Le configurazioni sono 6 o 8 GB di RAM e 128 o 256 GB di storage. Il display è da 6.57 pollici con risoluzione FHD+, 2400x1080 pixel e refresh rate da 60 a 120 Hz, caratteristica piuttosto inusuale per la fascia di prezzo in cui si colloca. 

#### Realme X50 Pro 5G
Realme X50 Pro 5G, presentato ufficialmente in Italia il 12 maggio 2020 in un evento in live streaming insieme a Realme 6 Pro, è il primo smartphone dotato di processore Qualcomm Snapdragon 865 5G, in grado di supportare la tecnologia Dual-Mode 5G. Lo smartphone dispone di display Super AMOLED Full HD+ da 6.44-pollici (1080x2400 pixel) con refresh rate di 90 Hz, protetto da Corning Gorilla Glass 5. Il sistema utilizzato è Realme UI basato su Android 10. Lo smartphone gira su Qualcomm Snapdragon 865 ed è configurato con 8/12GB di RAM e 128/256GB di storage. Realme X50 Pro 5G è equipaggiato di una batteria 4200mAh con tecnologia di ricarica 65W Super Dart.

#### Realme X3 SuperZoom
Il 26 maggio Realme ha lanciato in Italia X3 SuperZoom, il primo smartphone al mondo equipaggiato sia di processore Snapdragon 855 Plus sia di Super Zoom 60X. La scheda tecnica comprende un display ultra-fluido da 6,6 pollici (1080x2400 pixel), il cui punto forte è, secondo Androidworld.it, la frequenza di aggiornamento di 120 Hz, “che garantisce un’esperienza d’uso quotidiana più fluida che sugli altri smartphone della stessa fascia”. Realme X3 SuperZoom è alimentato da Snapdragon 855+, 2,96 GHz octa-core con GPU Adreno 640, 12 GB di LPDDR4X RAM e 256 GB di storage. Il pacchetto connettività comprende chip NFC, double-frequency GPS, Wi-Fi ac dual band, LTE fino a 2Gbps, Bluetooth 5.0. La batteria è da 4.200 mAh e supporta la ricarica rapida a 30W.
Tecnologicamente avanzato sul fronte fotografico, Realme X3 SuperZoom integra una quad-camera da 64 MP super zoom con sensore Samsung GW1 64MP da 1/1,72 pollici, un'apertura f/1,8 e lenti da 6P. L’obiettivo zoom 5x a periscopio è accompagnato da un obiettivo ultra-grandangolare da 8 MP, che fornisce una lunghezza focale da 16 mm a 124 mm, e da un ultra-macro. X3 SuperZoom dispone della modalità di scatto “stelle” Starry Mode e del Super Nightscape 4.0 AI Mode e Pro Mode: in modalità Pro consente di scattare foto notturne estremamente luminose, in modalità AI è in grado di identificare gli scenari e passare automaticamente dalla modalità Nightscape alla modalità Ultra Nightscape. Il comparto fotografico frontale integra una doppia fotocamera selfie grandangolare con sensori da 32 MP e 8 MP.

#### Realme X2 Pro
Realme X2 Pro integra il processore Qualcomm Snapdragon 855+ octa core da 2.96 GHz e GPU Adreno 640 e dispone di una batteria da 4000 mAh e di un display SuperAMOLED da 6,5” con risoluzione Full HD+ e frequenza di aggiornamento di 90 Hz. Realme X2 Pro presenta quattro fotocamere posteriori: quella principale ha un sensore da 64 MP ed è accompagnata da un sensore grandangolare da 8 MP, un modulo tele da 13 MP con zoom 2x e un sensore di profondità da 2 MP. La fotocamera frontale, inserita nel notch, è da 16 MP.
Realme X2 Pro ha ottenuto recensioni molto positive da diverse testate specializzate, tra cui Hwupgrade.it, che ha scritto: “Realme X2 Pro è uno smartphone che sa sorprendere, e non solo per il prezzo di listino. È un top di gamma da tutti i punti di vista: design di grande qualità, prestazioni ai vertici della categoria, funzionalità hardware di alto livello, fotocamere paragonabili a quelle dei colossi più blasonati. Insomma, a X2 Pro non manca nulla, e può essere tranquillamente paragonato a uno smartphone che ha un prezzo di listino pari almeno al doppio del suo attuale valore commerciale”.
Realme X2 Pro ha ottenuto diversi riconoscimenti da testate specializzate, tra cui l'Editors' Choice Award di Android Authority.

## Serie numerica
La serie “numerica” di Realme, inaugurata da Realme 1, include smartphone mid-range dalle alte prestazioni. Realme 1, lanciato in India nel 2018, è il primo dispositivo dell’azienda e dispone di un display 18:9 da 6 pollici con risoluzione FHD+, chipset MTK Helio P60, fotocamera posteriore da 13 MP, fotocamera frontale da 8 MP e una batteria da 3410 mAh. A questo smartphone ha fatto seguito Realme 2, svelato ad agosto 2018 e dotato di processore Qualcomm Snapdragon 450. Lanciato a settembre 2019, Realme 2 Pro è il primo prodotto dell’azienda ad essere venduto fuori dal mercato indiano e integra il processore Qualcomm Snapdragon 660 octa-core. Realme 3 (dotato di MediaTek Helio P70) è stato lanciato a marzo 2019, mentre Realme 3 Pro (conosciuto in Cina come "Realme X Lite") è arrivato sul mercato ad aprile dello stesso anno come il primo smartphone nella sua fascia di prezzo a disporre del chipset Snapdragon 710. Nel mese di luglio 2019 Realme 3i, con MediaTek Helio P60 octa-core, è stato aggiunto alla serie. La serie numerica di realme, ancora prima dell'arrivo della nona generazione, è stata una serie di telefoni molto importante per l'azienda. Secondo gli analisti infatti, all'inizio del 2022 realme ha raggiunto il traguardo di 40 milioni di unità della serie numerica spedite in tutto il mondo.

### Serie 9

#### Realme 9
La nona generazione della serie numerica di realme è stata introdotta sul mercato nel 2022. Ad agosto all'attivo almeno in Italia, si conta realme 9 4G, realme 9 5G, realme 9i, realme 9 Pro+ (presentato anche nella Free Fire Edition) e realme 9 Pro. Gli smartphone si posizionano su una fascia di prezzo che parte dai 219 euro per realme 9i fino ai 430 euro di realme 9 Pro+. I device presentano chipset diversi. Troviamo infatti il MediaTek Dimensity 920 5G sul Pro + e anche sulla Free Fire Edition. Su realme 9 4G troviamo invece il Qualcomm Snapdragon 480 4G, mentre per la versione 5G troviamo il Qualcomm Snapdragon 695, che troviamo anche su realme 9 Pro. Infine su realme 9i troviamo invece il Qualcomm Snapdragon 680 4G.

### Serie 8

#### Realme 8 5G
Realme 8 5G è stato distribuito nel 2021. Presenta 3 fotocamere posteriori: la principale da 48MP, un obiettivo macro ed una lente per ritratti in bianco e nero. Supporta registrazione video fino a 1080p/30fsp. La fotocamera anteriore da 16MP è integrata nel display da 6,5 pollici Full HD+ con luminosità massima di 600 nit. Dispone della ricarica veloce a 18W e di una batteria da 5000mAh. Oltre a Wi-Fi, Bluetooth 5.1, NFC presenta lo standard 5G DSDS. Il sistema operativo è il realme UI 2.0 basato su android 11.

#### Realme 8 Pro
Accompagnato dallo slogan "L'infinito in 108 MP", il 24 marzo 2021, nel corso di un evento in streaming, è stato lanciato sul mercato italiano Realme 8 Pro, il primo smartphone di Realme con una fotocamera principale da 108 MP (sensore Samsung HM2 da 1/1,52 pollici, con una risoluzione massima di 12000×9000 e dotato di tecnologia Pixel Binning 9-in-1). Questa è accompagnata da una lente ultra-grandangolare da 8MP, un sensore B/N e uno per le macro, entrambi da 2MP, per un totale di quattro fotocamere posteriori. Dotato di un nuovo algoritmo per la fotografia tilt-shift, Realme 8 Pro è il primo smartphone al mondo in grado di realizzare video tilt-shift in time-lapse, per ricreare l'effetto "miniatura” generalmente ottenibile solo con obiettivi appositi. Inoltre, la modalità Starry di Realme specifica per immortalare al meglio la volta celeste è stata applicata ai video time-lapse, rendendo per la prima volta possibile ottenere filmati time-lapse dei cieli stellati solo servendosi di uno smartphone e di un treppiede, senza l’aiuto di software di editing e apparecchiature professionali. Il comparto fotografico di Realme 8 Pro dispone anche della tecnologia In-sensor Zoom, che consente di non perdere nitidezza nemmeno quando si zooma. La fotocamera anteriore da 16MP è inserita nel display Super AMOLED da 6,4 pollici, caratterizzato da una frequenza di campionamento del tocco pari a 180 Hz, che garantisce un'elevata reattività. Realme 8 Pro è il primo smartphone ad arrivare sul mercato con Realme UI 2.0 e dispone del processore Qualcomm Snapdragon 720G, della certificazione Hi-Res Audio, di sensore NFC e di una batteria da 4.500 mAh che, grazie alla ricarica SuperDart da 50W, può passare da 0 a 50% in soli 17 minuti.

### Serie 7
Lo slogan di Realme 7, disponibile in Italia da ottobre 2020, è “epic power, epic charge”, in virtù della batteria da 5000 mAh con tecnologia 30W Dart Charge che garantisce una ricarica del 50% in soli 26 minuti. Primo smartphone ad adottare il processore MediaTek Helio G95, Realme 7 è dotato di un display Ultra Smooth da 90 Hz e raggiunge il 90,5% di rapporto schermo-corpo, caratteristiche che lo rendono una scelta adatta agli appassionati di gaming. Lo smartphone dispone di quad-camera con AI da 48 MP e di una fotocamera frontale da 16 MP. Hdblog.it ha scritto che Realme 7 è “uno smartphone equilibrato e supportato da una batteria portentosa”, mentre Tomshw.it ha commentato che Realme 7 è “uno smartphone affidabile e sempre pronto all’uso” grazie alla “velocità di esecuzione, alla velocità di entrambi gli sblocchi e all’autonomia”.
Realme 7 Pro, annunciato insieme a Realme 7, integra un display SuperAMOLED da 6.4”, il processore Qualcomm Snapdragon 720G, una batteria da 4500 mAh con supporto alla tecnologia di ricarica rapida SuperDart da 65W, fotocamera principale da 64 MP alimentata dal sensore Sony IMX682, una lente ultra grandangolare da 8 MP, un obiettivo macro e un obiettivo ritratto in bianco e nero, oltre a una fotocamera frontale da 32 MP ad alta risoluzione, in grado di catturare selfie luminosi anche di notte grazie alla sua modalità Super Nightscape. Tomshw.it ha scritto che Realme 7 Pro è “uno smartphone completo che non ha lacune evidenti” e ha commentato: “Fino a qualche anno fa questo livello di qualità per uno smartphone medio gamma era impensabile”. La stessa testata ha inoltre evidenziato che Realme 7 Pro “dispone di tutto ciò che un utente può desiderare” e ha aggiunto: “se volete un dispositivo completo, bello, elegante e che non vi svuoti il portafoglio, Realme 7 Pro è sicuramente da tenere in considerazione”. Anche Andrea Galeazzi ha espresso pareri positivi su Realme 7 Pro: “Mi è piaciuto un sacco, bello al posteriore, buon OLED, ma soprattutto ha una batteria che sembra non finire mai e si ricarica in un niente”.
Realme 7 5G è stato presentato in Italia a novembre 2020 come lo smartphone 5G più conveniente sul mercato. Oltre alla compatibilità con lo standard 5G, Realme 7 5G offre prestazioni avanzate grazie al suo display Ultra Smooth a 120 Hz, alla ricarica Dart da 30W, alla batteria da 5000mAh e al processore Mediatek Dimensity 800U. Hdblog.it ha definito Realme 7 5G “il re low-cost delle specifiche” e ha commentato: “Siamo di nuovo di fronte a uno smartphone con rapporto qualità/prezzo che ridefinisce il valore della fascia di riferimento”. Inoltre, Tomshw.it ha sottolineato: “Realme 7 5G è senza dubbio l’acquisto ideale per chi desidera uno smartphone 5G a prezzi accessibili”.
Realme 7i è stato lanciato in Italia il 15 dicembre 2020 come “il telefono ideale per il gaming”. Dotato di processore Mediatek Helio G85, lo smartphone dispone di una batteria da 6000 mAh con ricarica veloce da 18W, capace di ricarica fino al 29% in soli trenta minuti. Per questi motivi è stato definito “big battery gaming phone”. Inoltre, con una sola carica, Realme 7i consente di parlare per 43 ore di fila, ascoltare 1.200 canzoni o guardare 18 film. Recensendo lo smartphone, Androidworld.it ha parlato di “incredibile autonomia, buon (e fluido) software e bel display”, mentre Andrea Galeazzi lo ha descritto come “affidabile, ben funzionante e con una batteria inesauribile”.

### Serie 6
Realme 6 è stato annunciato in Italia a marzo 2020. Lo smartphone, proposto nei colori Comet Blue e Comet White con configurazione da 4GB + 64 GB/128 GB o 8 GB + 128 GB, dispone di un display da 6,5 pollici con frequenza di aggiornamento da 90 Hz. Il processore è MediaTek Helio G90T, mentre la batteria da 4.300 mAh è compatibile con la ricarica rapida a 30W. Realme 6 è dotato di una quad-camera da 64 MP (f/1.8), con sensore grandangolare da 8 MP (f/2.3), sensore Macro e sensore di profondità, entrambi da 2 MP. La fotocamera anteriore è da 16 MP (f/2.0). Tomshw.it ha spiegato che "Realme 6 diventa la scelta giusta per chi desidera avere uno schermo con una frequenza di aggiornamento a 90 Hz a prezzi accessibili", mentre Dday.it ha commentato: "Realme alza l’asticella nella fascia bassa del mercato introducendo un dispositivo con schermo fluido a 90Hz a un prezzo aggressivo. Realme 6 è uno smartphone scattante che sfrutta al meglio le risorse hardware grazie a un'interfaccia ormai matura".
Presentato in Italia a maggio 2020, Realme 6 Pro è dotato di processore Qualcomm Snapdragon 720G, batteria da 4.300 mAh compatibile con ricarica rapida da 30 W, display LCD FullHD+ da 6.6” display con frequenza di aggiornamento da 90 Hz. La fotocamera frontale integra due sensori, uno da 16 MP e uno da 8 MP, mentre il comparto posteriore è composto da un sensore da 64 MP, un teleobiettivo zoom ibrido 20x da 12MP, un obiettivo da 8 MP da 119°e uno per le macro. Tomshw.it ha parlato di “un comparto fotografico sicuramente interessante, specialmente per la fascia di riferimento”.
Realme 6s, presentato a maggio 2020 in Italia, è stato definito “uno degli smartphone più completi ed accessoriati sotto i 200 euro”. Il dispositivo è dotato di processore octa-core MediaTek Helio G90T, display FHD+ da 6.5” con refresh rate da 90 Hz, batteria da 4300 mAh con supporto alla ricarica veloce da 30W, che consente di arrivare al 100% in 55 minuti. Il comparto fotografico posteriore integra un modulo AI da 48 MP, oltre ad altri tre sensori: ultra-grandangolo da 8 MP e due obiettivi da 2 MP, di cui uno per le macro. La selfie-camera è da 16 MP.
Realme 6i è stato lanciato in India a luglio 2020 con display LCD FHD+, processore octa-core MediaTek Helio G90T, batteria da 4300 mAh con supporto alla ricarica rapida da 30W. In altri mercati è stata rilasciata una versione differente, dotata di chipset Helio G80 e batteria da 5000 mAh con ricarica veloce a 18W.

### Serie 5
Realme 5 è stato lanciato il 20 agosto 2019 in India. Tre le varianti: 3 GB RAM con 32 GB di storage, 4 GB di RAM con 64 GB di storage e 4 GB di RAM con 128 GB di storage. Il processore è Qualcomm Snapdragon 665 AIE, mentre il display è un LCD multi-Touch da 6,5 pollici. Lo smartphone integra una AI quad-camera da 12 MP (f/1.8), grandangolo da 8 MP (f/2.25) e due sensori da 2 MP, di cui uno macro. La fotocamera frontale è da 13 MP e la batteria è da 5000 mAh.
Realme 5 Pro è stato lanciato ad agosto 2019 con tre configurazioni: 4 GB di RAM con 64 GB di storage, 6 GB di RAM con 64 GB storage, 8 GB di RAM con 128 GB di storage. La scheda tecnica comprende il chipset Qualcomm Snapdragon 712 AIE e un display IPS LCD multi-Touch da 6,3 pollici.
Realme 5s è stato presentato a novembre 2019 e condivide gran parte della scheda tecnica di Realme 5: tra le eccezioni vi è il sensore principale del comparto fotografico che, a differenza di quello da 12 MP integrato in Realme 5, nel modello 5s arriva a 48 MP.
Presentato a gennaio 2020, anche Realme 5i presenta una scheda tecnica molto affine a quella di Realme 5 ma, ad eccezione dell'altro modello, dispone di una fotocamera frontale da 8 MP e del design Sunrise.

### Serie C
La serie C di Realme include gli smartphone entry-level dell’azienda cinese. Il primo dispositivo della serie è Realme C1, alimentato dal processore Qualcomm Snapdragon 450 e dotato di doppia fotocamera posteriore da 13 MP+2 MP, oltre che di sensore frontale da 5 MP. È stato seguito da Realme C2 – con chipset MediaTek Helio P22 e display HD da 6.1 pollici – e da Realme C3, dotato di SoC MediaTek Helio G7, display LCD fullscreen da 6.5 pollici e batteria da 5000mAh. Considerando la fascia di prezzo in cui si colloca il dispositivo, Androidworld.it ha scritto: “Realme C3 è un acquisto di cui non ci si pente”. Nel 2024 realme ha introdotto sul mercato italiano realme C67 uno smartphone dal prezzo accattivante e dalle performance molto elevate. Prevede infatti tanta batteria e tanto storage, oltre ad una fluidità paragonabile ad un fascia media. 

### Serie GT
La serie GT è una linea di smartphone composta da numerosi modelli, alcuni dei quali non venduti in Italia o in Europa. Il suo debutto è arrivato nel 2021 con realme GT, presentato in Cina nella primavera del 2021. Da allora sono stati diversi gli smartphone della linea che in breve tempo ha visto più generazioni e di vario tipo. In principio la serie GT si ispirava al design delle auto da corsa, ma sono diversi i dispositivi della serie a presentare un'estetica che presenta dettagli e figure prese dai manga giapponesi, come ad esempio Naruto e Dragon Ball. Inoltre per GT Master Edition, GT 2 e GT2 Pro, realme si è avvalsa della collaborazione del designer giapponese Naoto Fukusawa. Nel 2022 ha presentato realme GT Neo 3 150W che in confezione dispone di un alimentatore da 160W. Il telefono è in grado di caricarsi del 100% in 15 minuti. Parte dei dispositivi presentati negli ultimi anni in Italia, ha ricevuto l'aggiornamento alla nuova interfaccia realme UI 4.0 basata su Android 13. Ecco tutti i dispositivi della linea GT presentati finora:
- realme GT
- realme GT Neo
- realme GT Neo Flash (non venduto in Italia)
- realme GT Master Edition
- realme GT Master Edition Explorer (non venduto in Italia)
- realme GT Neo 2[66]
- realme GT Neo 2T
- realme GT 2
- realme GT 2 Pro
- realme GT 2 Explorer Master Edition[67] (non venduto in Italia)
- realme GT Neo 3 150W/80W
- realme GT Neo 3T

## Galleria d'immagini

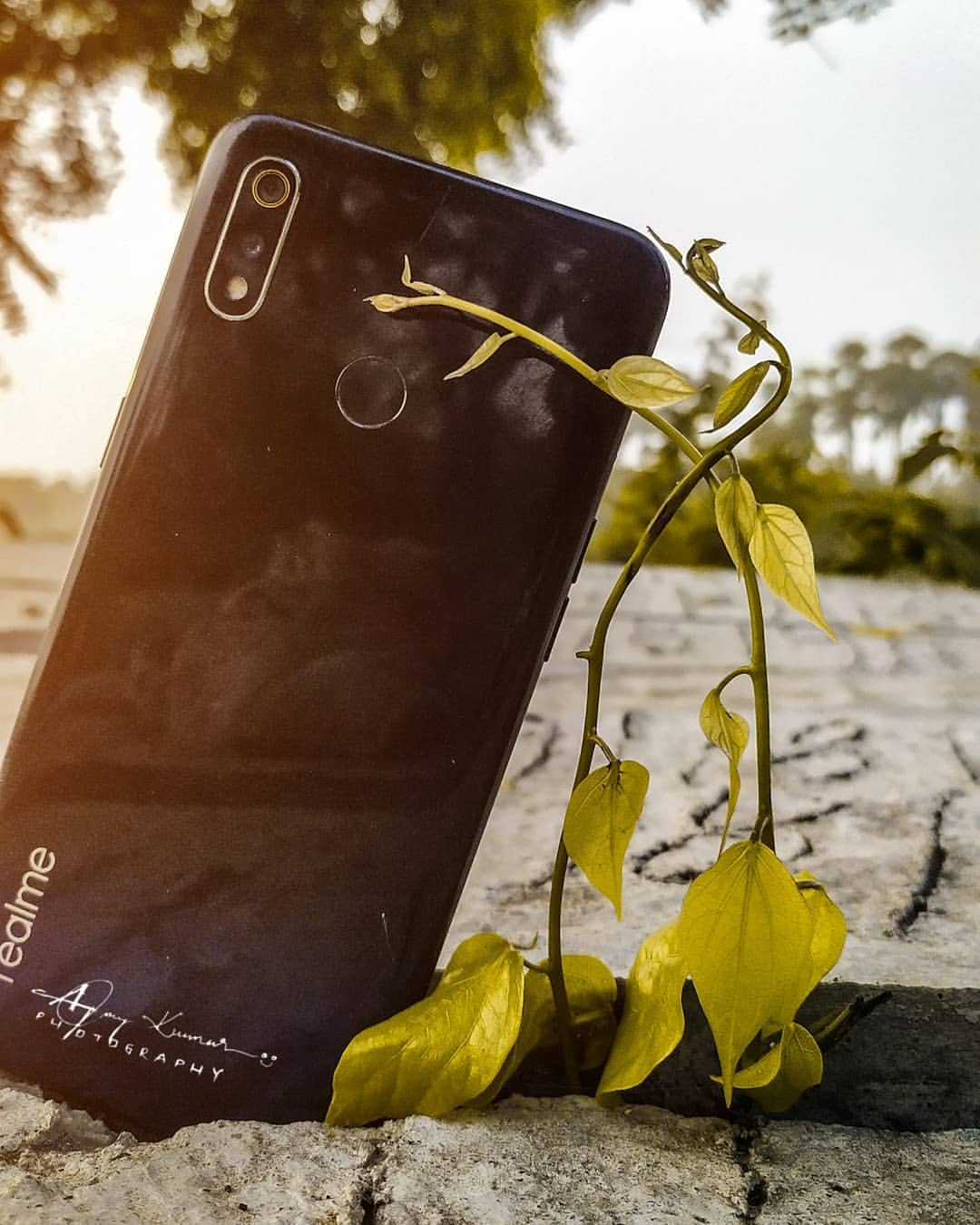
Realme 3
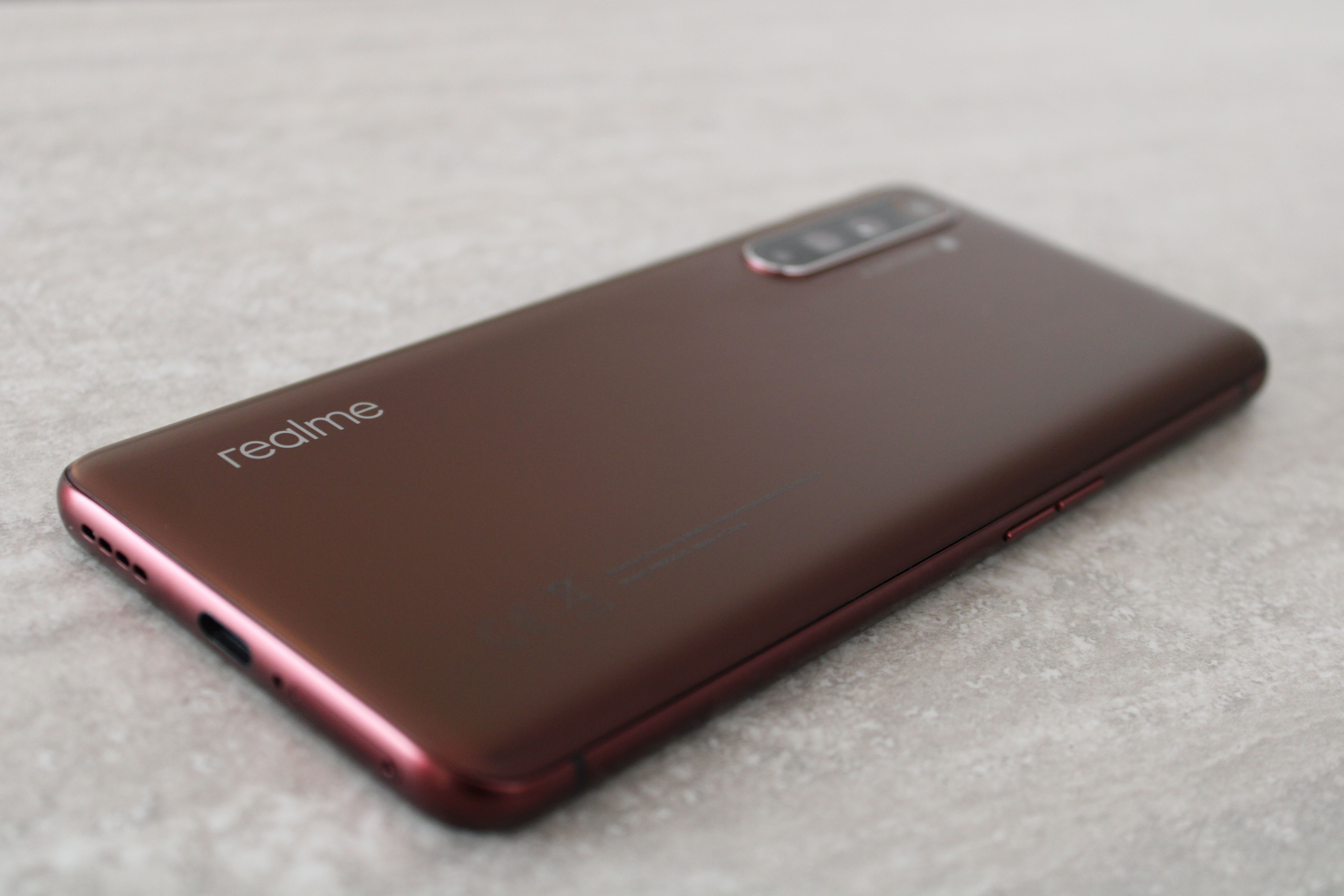
realme X50 Pro 5G
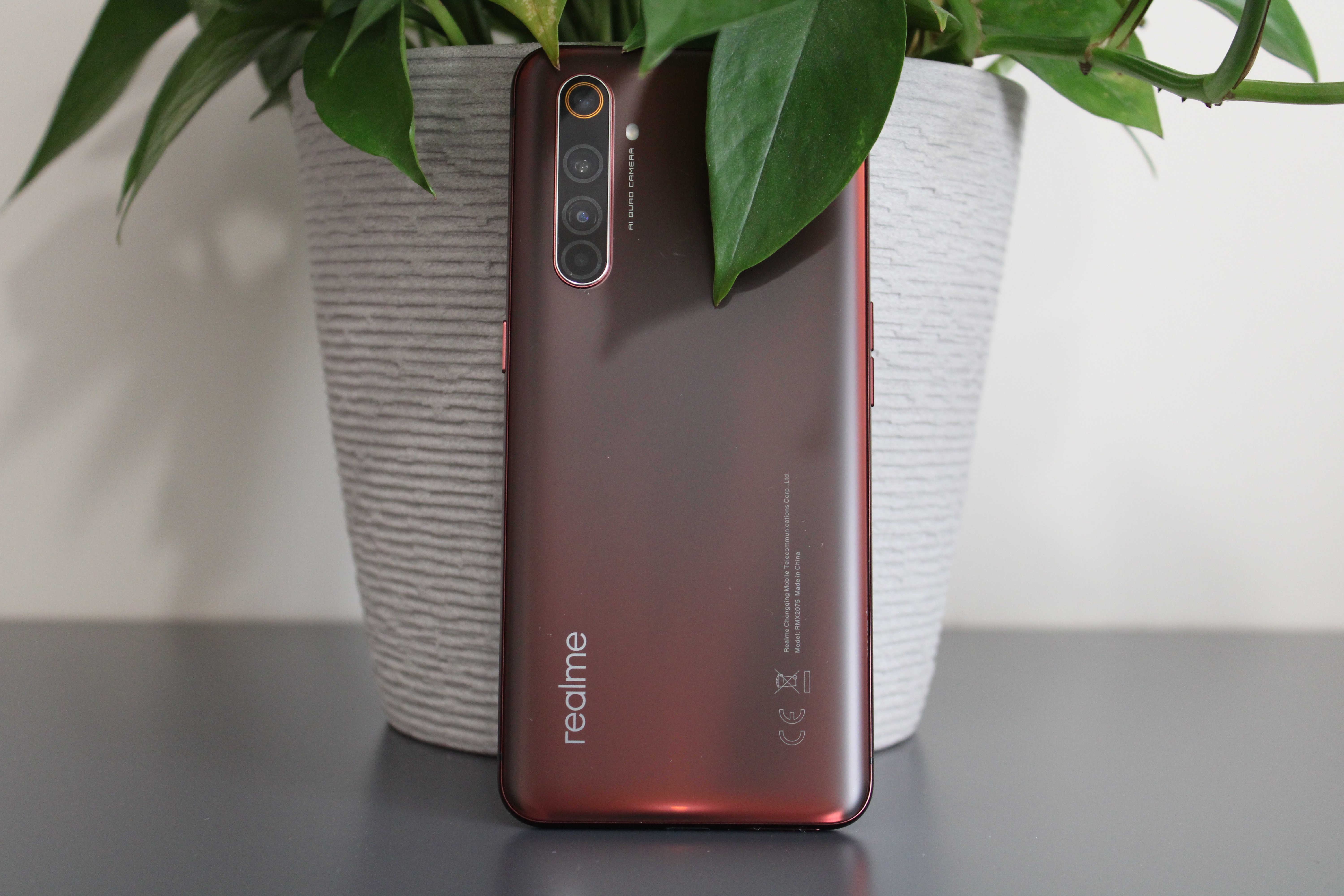
realme X50 Pro 5G
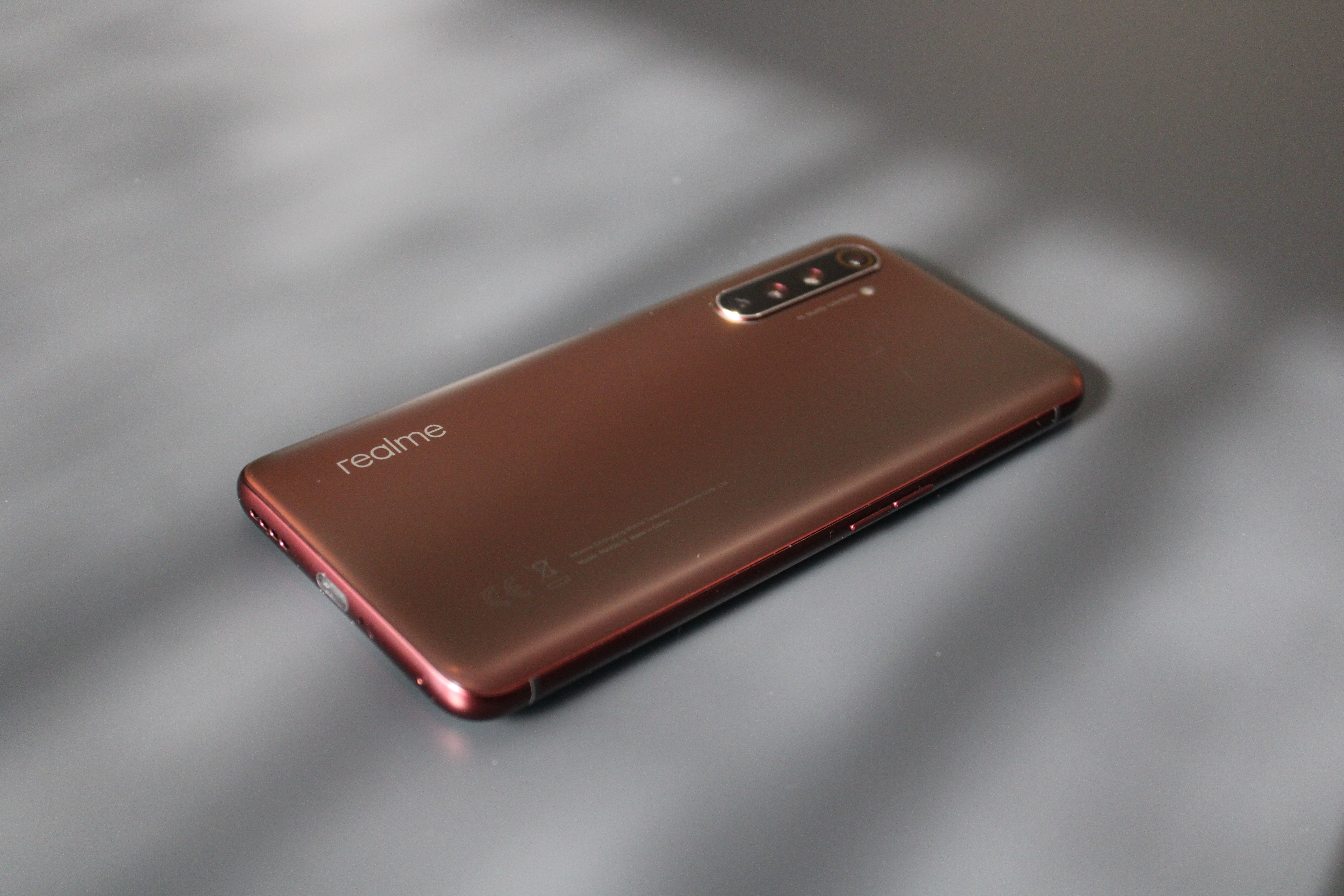
realme X50 Pro 5G
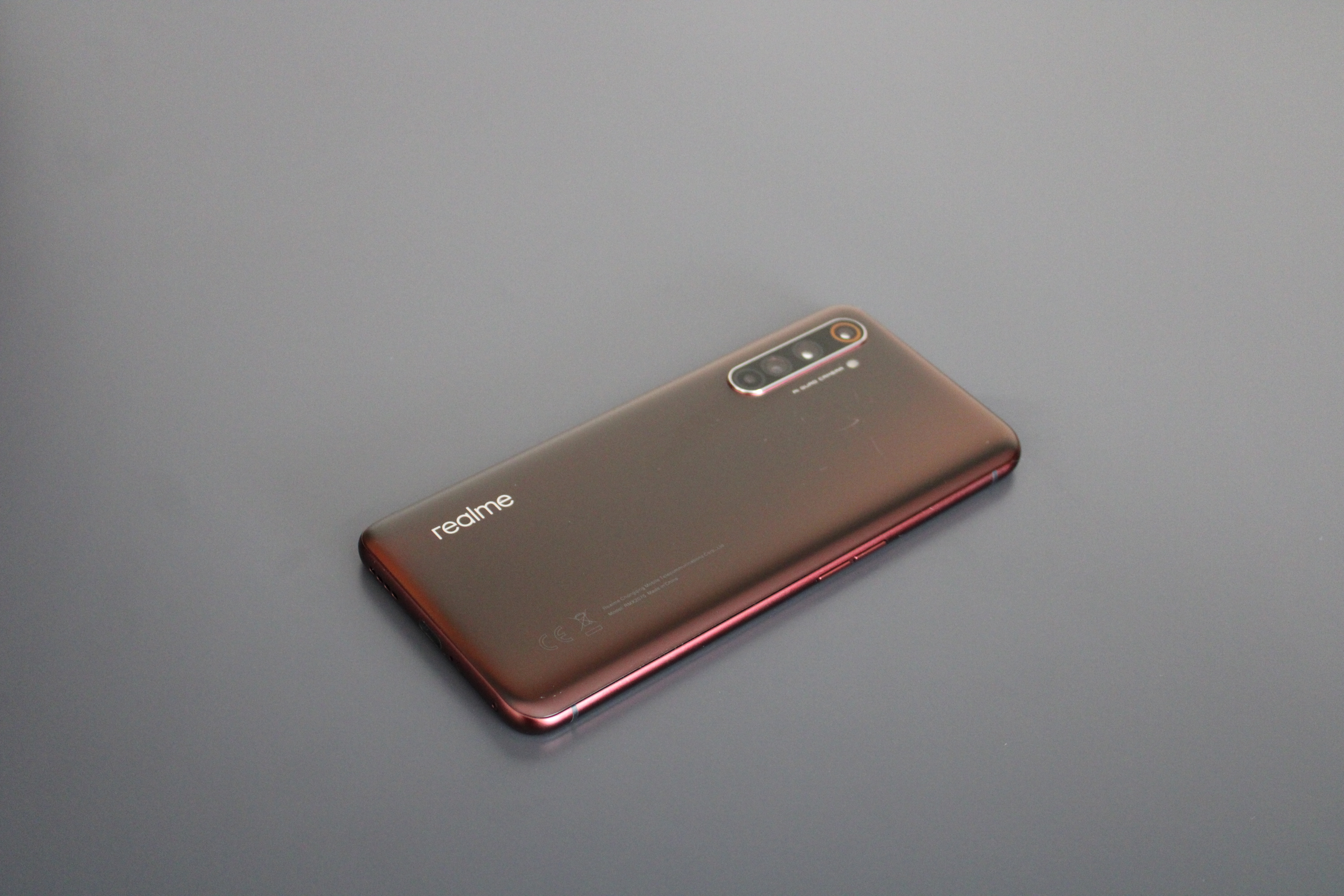
realme X50 Pro 5G
Realme C3
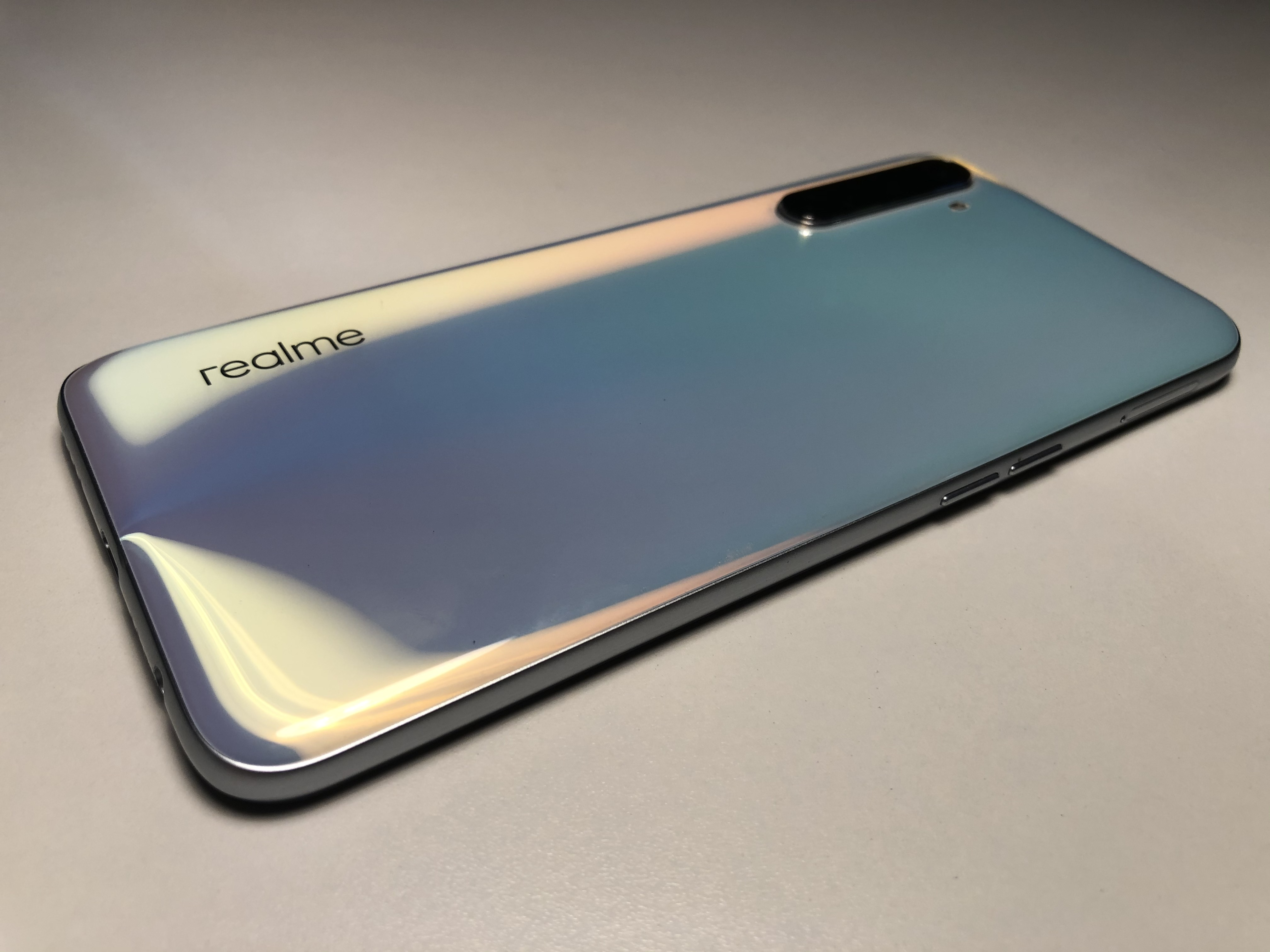
Realme 6 bianco